# الإنفلونزا الإسبانية

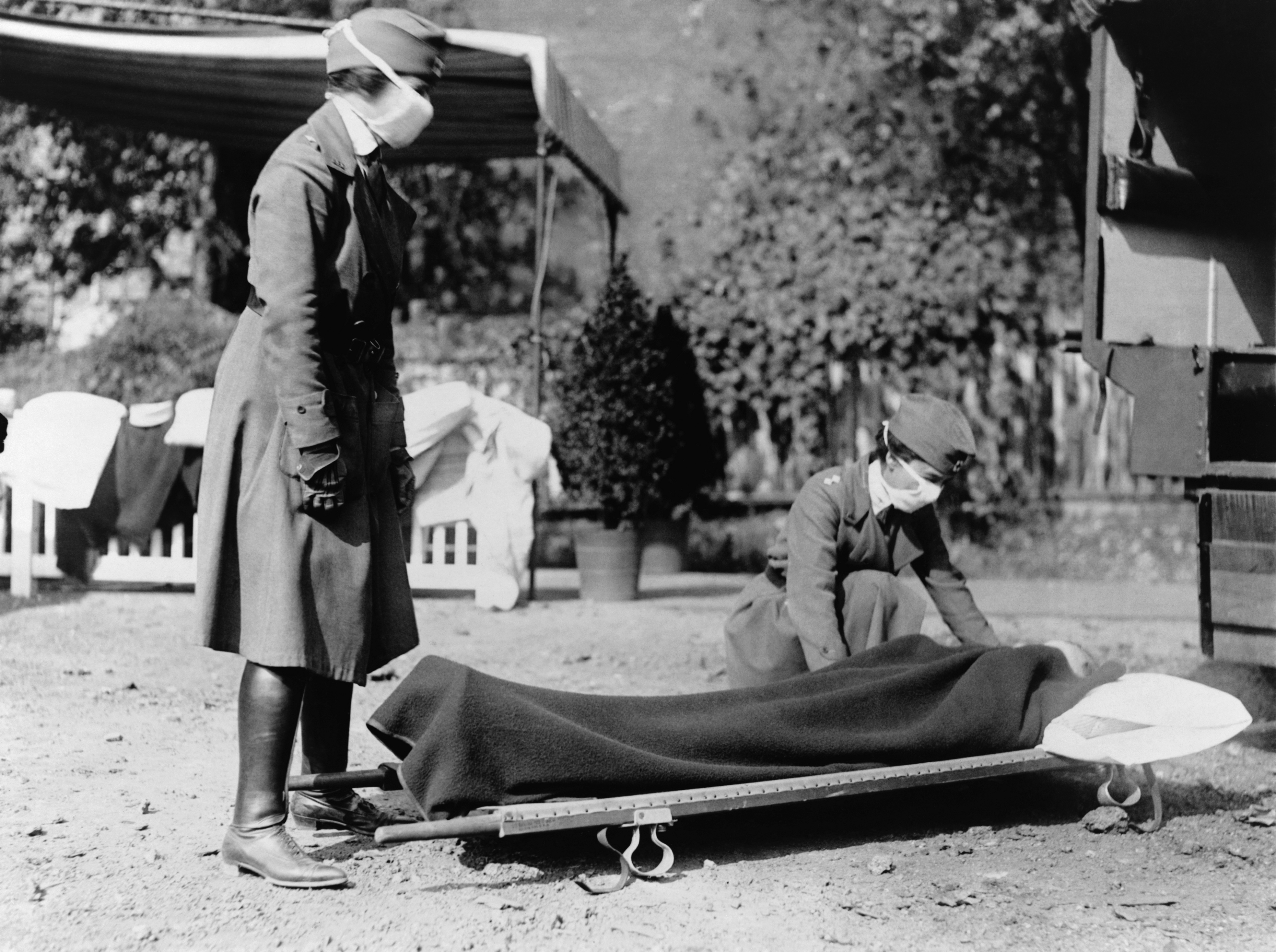
نقل جثمان أحد ضحايا وباء انفلونزا عام 1918

جائحة إنفلونزا 1918 أو ما عرف بالإنفلونزا الأسبانية أو الوافدة الإسبانيولية هي جائحة إنفلونزا قاتلة انتشرت في أعقاب الحرب العالمية الأولى في أوروبا والعالم وخلفت ملايين القتلى، وتسبب بهذه الجائحة نوع خبيث ومدمر من فيروس الإنفلونزا (أ) من نوع فيروس الإنفلونزا أ H1N1.
وتميز الفيروس بسرعة العدوى حيث تقدر الإحصائيات الحديثة أن حوالي 500 مليون شخص أصيبوا بالعدوى وأظهروا علامات إكلينيكية واضحة، وما بين 50 إلى 100 مليون شخصا توفوا جراء الإصابة بالمرض أي ما يعادل ضعف المتوفيين في الحرب العالمية الأولى.
الغالبية العظمى من ضحايا هذا الوباء كانوا من البالغين واليافعين الأصحاء بعكس ما يحصل عادة من أن يستهدف الوباء كبار السن والأطفال والأشخاص المرضى أو ضعيفي المناعة.
تسببت الأمراض المعدية في الحد من متوسط العمر المتوقع في أوائل القرن العشرين، ولكن متوسط العمر المتوقع في الولايات المتحدة انخفض بنحو 12 عامًا في السنة الأولى للوباء. تقتل معظم حالات تفشي الإنفلونزا بشكل غير متناسب الصغار جدًا والكبار جدًا، مع ارتفاع معدل النجاة لما بين العمرين، لكن وباء الإنفلونزا الإسبانية أدى إلى معدل وفيات أعلى من المتوقع عند الشباب البالغين.
للحفاظ على المعنويات، قلصت الرقابة في زمن الحرب التقارير المبكرة عن المرض والوفيات في ألمانيا والمملكة المتحدة وفرنسا والولايات المتحدة. كانت الصحف حرةً في الإبلاغ عن آثار الوباء في إسبانيا المحايدة (مثل مرض الملك ألفونسو الثالث عشر الخطير). خلقت هذه القصص انطباعًا خاطئًا عن إسبانيا باعتبارها ضربة قوية جدًا، ما أدى إلى تسمية الوباء بالإنفلونزا الإسبانية.
يقدم العلماء عدة تفسيرات محتملة لارتفاع معدل الوفيات بسبب وباء إنفلونزا عام 1918. أظهرت بعض التحليلات أن الفيروس قاتل بشكل خاص لأنه يسبب عاصفة السيتوكين، والتي تخرب جهاز المناعة الأقوى لدى الشباب. في المقابل، وجد تحليل عام 2007 للمجلات الطبية من فترة الوباء أن العدوى الفيروسية لم تكن أكثر قوةً من سلالات الإنفلونزا السابقة. بدلاً من ذلك، فإن سوء التغذية والمخيمات الطبية المكتظة والمستشفيات وسوء النظافة الصحية يعززان من العدوى البكتيرية الإضافية. قتلت هذه العدوى الإضافية معظم الضحايا، عادةً بعد استلقائهم على فراش الموت لفترة معينة.

## العلامات والأعراض
عانى أغلب المصابين من أعراض الإنفلونزا النموذجية المتمثلة في التهاب الحلق والصداع والحمى، خاصةً أثناء الموجة الأولى. لكن، في أثناء الموجة الثانية، كان المرض أكثر خطورة، وتطور إلى ذات الرئة الجرثومي، والذي غالبًا ما كان سبب الوفاة. قد يسبب هذا النوع الخطير حدوث زرقة الهيليوتروب، إذ تتشكل بدايةً بقعتان بلون ماهوجني (بني محمر) على الوجه فوق عظام الوجنتين، وتنتشر خلال بضع ساعات لتلون كامل الوجه باللون الأزرق، يليه ظهور اللون الأسود بدايةً في الأطراف ثم ينتشر ليشمل باقي الأطراف والجذع. بعد ذلك، تحدث الوفاة في غضون ساعات أو أيام بسبب امتلاء الرئتين بالسوائل. شملت العلامات والأعراض الأخرى المبلغ عنها نزيفًا عفويًا في الفم والأنف، وإجهاضًا للنساء الحوامل، والإحساس بروائح غريبة، وتساقط الأسنان، وتساقط الشعر، والهذيان، والدوخة، والأرق، وفقدان السمع أو الشم، وعدم وضوح الرؤية، وضعف رؤية الألوان. كتب أحد المراقبين: «كان من أكثر المضاعفات الملفتة للنظر نزيف الأغشية المخاطية، وخاصةً من الأنف والمعدة والأمعاء. أُبلغ أيضًا عن نزيف من الأذنين ونزيف حبري في الجلد». يُعتقد أن شدة الأعراض كانت ناتجة عن عواصف السيتوكين.
حدثت أغلب الوفيات جراء ذات الرئة الجرثومي، وهي عدوى ثانوية شائعة مرتبطة بالإنفلونزا. كان سبب هذا النوع من ذات الرئة بكتيريا الجهاز التنفسي العلوي الشائعة، والتي كانت تصل إلى الرئتين عبر أنابيب الشعب الهوائية التالفة للمرضى. سبب الفيروس أيضًا الوفاة بشكل مباشر بإحداث نزيف حاد ووذمة في الرئتين. أظهر التحليل الحديث أن الفيروس مميت بشكل خاص لأنه يسبب عواصف السيتوكين (استجابة مناعية مفرطة في الجسم). انتشلت مجموعة من الباحثين الفيروس من جثث الضحايا المجمدة والحيوانات التي حُقنت بالفيروس. عانت الحيوانات من فشل تنفسي سريع تدريجي والموت جراء عاصفة السيتوكين. افتُرض أن الاستجابة المناعية المفرطة للشباب قد دمرت الجسم، بينما قللت الاستجابة المناعية الضعيفة للأطفال والبالغين في منتصف العمر من عدد الوفيات بين هذه المجموعات.

### التشخيص الخاطئ
بسبب صغر حجم الفيروس المسبب للمرض، وعدم القدرة على تمييزه تحت المجهر في ذلك الوقت، كان تشخيصه أمرًا صعبًا. كان يُعتقد أن بكتيريا المستدمية النزلية هي العامل المسبب، فقد كانت كبيرة بما يكفي بحيث يمكن تمييزها وكانت موجودة في العديد من المرضى، وليس جميعهم. لهذا السبب، لم يجعل اللقاح الذي استخدم ضد هذه العصيات العدوى أكثر ندرة ولكنه قلل من معدل الوفيات.
أثناء الموجة الثانية القاتلة، كانت هناك أيضًا مخاوف من أن العامل المسبب هو في الواقع الطاعون أو حمى الضنك أو الكوليرا. يوجد مرض آخر كان يُشخص بالخطأ أيضًا وهو التيفوس، والذي كان شائعًا في ظروف الانتفاضات الاجتماعية، فكان ينتشر في روسيا عقب ثورة أكتوبر (الثورة البلشفية). في تشيلي، اعتقد النخبة في البلاد أن الأمة كانت في حالة تدهور حاد، فافترض الأطباء أن المرض هو التيفوس والذي سببه قلة النظافة، ولم يعلنوه مرضًا معديًا، ما تسبب في استجابة سيئة تمثلت بعدم حظر التجمعات.

### دور الظروف المناخية
أظهرت الدراسات أن الجهاز المناعي لضحايا الأنفلونزا الإسبانية قد ضعف بسبب الظروف المناخية الشديدة التي كانت باردة ورطبة بشكل غير معتاد لفترات طويلة من الزمن خلال فترة الوباء. أثر ذلك بشكل خاص على قوات الحرب العالمية الأولى التي تعرضت لأمطار متواصلة ودرجات حرارة أقل من المتوسط طوال فترة الحرب، وخاصةً خلال الموجة الثانية من الوباء. حددت البيانات المناخية فائقة الدقة بالإضافة إلى سجلات الوفيات المفصلة التي تم تحليلها في جامعة هارفارد ومعهد تغير المناخ في جامعة مين شذوذًا مناخيًا شديدًا أثر على أوروبا من عام 1914 حتى عام 1919، مع العديد من المؤشرات البيئية التي أثرت بشكل مباشر على شدة وانتشار جائحة الإنفلونزا الإسبانية.
أثرت الزيادة الكبيرة في هطول الأمطار على جميع أنحاء أوروبا خلال الموجة الثانية من الوباء، من سبتمبر حتى ديسمبر عام 1918. ورافق ارتفاع الوفيات الزيادة المتزامنة في هطول الأمطار وانخفاض درجات الحرارة. اقتُرحت العديد من التفسيرات، بما في ذلك حقيقة أن درجات الحرارة المنخفضة وزيادة هطول الأمطار وفرت ظروفًا مثالية لتكاثر الفيروس وانتقاله، بينما أثرت أيضًا بشكل سلبي على أجهزة المناعة للجنود وغيرهم من الأشخاص المعرضين لخطر الإصابة جراء سوء الأحوال الجوية، وهو عامل مُثبت أنه يزيد من احتمالية الإصابة بالمراضة المشتركة للفيروسات والمكورات الرئوية التي سببت ارتفاعًا كبيرًا في عدد ضحايا الجائحة (خمسهم، بمعدل وفيات 36%). أدى شذوذ مناخي استمر ست سنوات (1914-1919) إلى جلب الهواء البحري البارد إلى أوروبا، ما أدى إلى تغيير طقسها بشكل كبير، كما وثق شهود العيان بالإضافة إلى السجلات الآلية، حتى وصلت إلى حملة جاليبولي، في تركيا، حيث عانت قوات الأنزاك (الفيالق الأسترالية النيوزلندية) من درجات الحرارة شديدة الانخفاض رغم اعتدال مناخ البحر الأبيض المتوسط في المنطقة. يُحتمل أن يكون الشذوذ المناخي قد أثر على هجرة الطيور الناقلة لفيروس إتش1إن1 التي تلوث المسطحات المائية بفضلاتها، لتصل معدلات الإصابة في الخريف إلى 60%. ارتبط الشذوذ المناخي بالزيادة بشرية المنشأ في الغبار الجوي، جراء القصف المستمر؛ ساهمت زيادة التنوي الناتجة عن جزيئات الغبار (نوى التكاثف) في زيادة هطول الأمطار.

## الآثار

### الحرب العالمية الأولى
قدم الأكاديمي أندرو برايس سميث حجة مفادها أن الفيروس ساعد في قلب ميزان القوى في الأيام الأخيرة من الحرب لصالح الحلفاء. قدم بيانات تفيد بأن موجات الفيروس ضربت قوى المركز قبل قوات الحلفاء وأن معدلات الإصابة بالأمراض والوفيات في ألمانيا والنمسا كانت أعلى بكثير مما كانت عليه في بريطانيا وفرنسا. أكدت دراسة في مجلة ذا لانسيت عام 2006 ارتفاع معدلات الوفيات في ألمانيا (0.76%) والنمسا (1.61%) مقارنةً ببريطانيا (0.34%) وفرنسا (0.75%).
كتب كينيث كان من خدمات الحوسبة بجامعة أكسفورد أن «العديد من الباحثين اقترحوا أن ظروف الحرب ساعدت بشكل كبير في انتشار المرض. وذكر آخرون بأن مسار الحرب (ومعاهدة السلام اللاحقة) قد تأثر بالوباء». طور كان نموذجًا يمكن استخدامه على الحواسيب المنزلية لاختبار هذه النظريات.

### اقتصادية
شهدت العديد من شركات الخدمات والترفيه خسائر في الإيرادات، بينما سجلت مراكز الرعاية الصحية زيادة في الأرباح. ذكرت المؤرخة نانسي بريستو بأن انتشار الوباء، مع زيادة التحاق النساء بالجامعات، ساهم في نجاحهن في مجال التمريض. يُعزى ذلك جزئيًا إلى فشل الأطباء، ومعظمهم من الرجال، في السيطرة على المرض والوقاية منه.
وجدت دراسة جرت عام 2020 أن المدن الأمريكية التي نفذت تدابير غير طبية مبكرة وواسعة النطاق (كالحجر الصحي، إلخ) لم تشهد مزيدًا من الآثار الاقتصادية السلبية بسبب تنفيذ هذه الإجراءات، على عكس المدن التي تأخرت في تنفيذ الإجراءات أو لم تنفذها على الإطلاق.

## خلفية تاريخية

### الفرضيات حول المصدر
حدد الباحثون المعسكر الرئيسي للقوات في إتابلس بفرنسا بصفته مركز الإنفلونزا الإسبانية. نشر البحث فريق بريطاني في عام 1999 ، بقيادة عالم الفيروسات جون أكسفورد. في أواخر عام 1917، أبلغ علماء الأمراض العسكريون عن ظهور مرض جديد مع ارتفاع معدل الوفيات التي أدركوا فيما بعد أنها الإنفلونزا. كان المخيم والمستشفى المكتظان موقعًا مثاليًا لنشر فيروس الجهاز التنفسي. عالج المستشفى الآلاف من ضحايا الهجمات الكيماوية وغيرها من إصابات الحرب. مرَّ 100 ألف جندي عبر المخيم كل يوم. كان المخيم أيضًا موطنًا لحظيرة خنازير حية، وكانت الدواجن تُحضر بانتظام من القرى المجاورة للحصول على الإمدادات الغذائية. افترض أكسفورد وفريقه أن نذير فيروس أساسي، يسكن الطيور، تحوَّر ثم هاجر إلى الخنازير الموجودة بالقرب من مقدمة المعسكر.
كانت هناك ادعاءات بأن أصل الوباء يعود إلى الولايات المتحدة. زعم المؤرخ ألفريد دبليو. كروسبي أن الإنفلونزا نشأت في ولاية كنساس، ووصف المؤلف الشهير جون باري مقاطعة هاسكل في كنساس بأنها نقطة الأصل. زُعم أيضًا أنه بحلول أواخر عام 1917، كانت هناك بالفعل موجة أولى من الوباء في 14 معسكرًا عسكريًا أمريكيًا على الأقل.
كانت الصين إحدى المناطق القليلة في العالم التي كانت أقل تأثراً بجائحة الإنفلونزا عام 1918، إذ ربما كان هناك موسم إنفلونزا خفيف نسبيًا عام 1918. كان هناك عدد قليل نسبيًا من الوفيات الناجمة عن الإنفلونزا في الصين مقارنةً بمناطق أخرى من العالم. أدى ذلك إلى تكهنات بأن وباء أنفلونزا عام 1918 نشأ من الصين. يمكن تفسير موسم الإنفلونزا المعتدل نسبيًا ومعدلات الوفيات المنخفضة في الصين عام 1918 نظرًا لحقيقة أن السكان الصينيين لديهم بالفعل مناعة مكتسبة من فيروس الإنفلونزا. وهكذا في عام 1918، كانت الصين بمنأى عن الخراب العظيم الذي خلفه الوباء، وذلك بسبب المقاومة الواضحة للفيروس بين الصينيين مقارنةً بالمناطق الأخرى في العالم.
طرحت فرضيات سابقة نقاط منشأ مختلفة للوباء. افترض البعض أن الإنفلونزا نشأت في شرق آسيا، وهي منطقة شائعة لنقل المرض من الحيوانات إلى البشر بسبب ظروف المعيشة القاهرة. في عام 1993، أكد كلود هانون، الخبير الرئيسي في أنفلونزا 1918 بمعهد باستور، أن الفيروس السابق أتى من الصين على الأغلب. تطور لاحقًا في الولايات المتحدة بالقرب من بوسطن وانتشرت من هناك إلى بريست وفرنسا وساحات القتال في أوروبا والعالم من خلال جنود الحلفاء والبحارة باعتبارهم الناشرين الرئيسيين. اعتبرت أن العديد من فرضيات المنشأ الأخرى، التي تقول إن الفيروس أتى من إسبانيا وكنساس وبريست، ممكنة، ولكن ليست محتملة.
نشر عالم السياسة أندرو برايس سميث بيانات من الأرشيف النمساوي تشير إلى أن الإنفلونزا نشأت في وقت مبكر، بدءًا من النمسا في أوائل عام 1917.
في عام 2014، جادل المؤرخ مارك همفريز بأن تعبئة 96 ألف عامل صيني للعمل خلف الخطوط البريطانية والفرنسية ربما كانت مصدر الوباء. اعتمد همفريز، من جامعة ميموريال في نيوفاوندلاند في سانت جونز، في استنتاجاته على السجلات المكتشفة حديثًا. وجد أدلة أرشيفية على أن مرضًا تنفسيًا أصاب شمال الصين في نوفمبر عام 1917 حُدد بعد عام من قبل مسؤولي الصحة الصينيين على أنه مطابق للأنفلونزا الإسبانية. لم يجد تقرير نُشر في عام 2016 في مجلة الجمعية الطبية الصينية أي دليل على أن فيروس عام 1918 نُقل إلى أوروبا عبر الجنود والعمال من جنوب شرق آسيا والصين. ووجد التقرير أدلةً على أن الفيروس انتشر في الجيوش الأوروبية لعدة أشهر وربما سنوات قبل وباء 1918.

### الانتشار
عندما يعطس الشخص المصاب أو يسعل، ينتشر أكثر من نصف مليون جسيم فيروسي إلى كل من يجاور الشخص. تسببت التحركات القريبة والكبيرة للقوات في الحرب العالمية الأولى في انتشار الوباء، وزاد هذا من انتقال الفيروس وزيادة طفراته. قد تكون الحرب سبب الزيادة في قدرة الفيروس بالقضاء على المصابين به. يتكهن البعض بأن أجهزة المناعة لدى الجنود قد ضعفت بسبب سوء التغذية، فضلاً عن الضغوط القتالية والهجمات الكيميائية، ما يزيد من قابليتها للتأثر.
هناك عامل كبير في حدوث هذه الإنفلونزا على مستوى العالم وهو زيادة السفر. جعلت أنظمة النقل الحديثة من السهل على الجنود والبحارة والمسافرين المدنيين في نشر المرض.
في الولايات المتحدة، رُصد المرض لأول مرة في مقاطعة هاسكل بكنساس، في يناير 1918، ما دفع الطبيب المحلي لورينغ مينر إلى تحذير المجلة الأكاديمية لخدمات الصحة العامة الأمريكية. في 4 مارس 1918، أبلغ عن مرض الطباخ ألبرت غيتشيل، من مقاطعة هاسكل، في فورت رايلي، وهي منشأة عسكرية أمريكية كانت في ذلك الوقت تدرب القوات الأمريكية خلال الحرب العالمية الأولى، ما جعله أول ضحية مسجلة للإنفلونزا. في غضون أيام، أبلغ عن مرض 522 رجلاً في المخيم. بحلول 11 مارس 1918، وصل الفيروس إلى كوينز بنيويورك. انتقد في وقت لاحق عدم اتخاذ تدابير وقائية في مارس.
في أغسطس 1918، ظهرت سلالة أكثر ضراوة في وقت واحد في بريست، فرنسا؛ وفي فريتاون، سيراليون؛ وفي الولايات المتحدة في بوسطن بماساتشوستس. انتشرت الإنفلونزا الإسبانية أيضًا عبر أيرلندا، إذ عاد الجنود الأيرلنديون إليها. أطلق الحلفاء في الحرب العالمية الأولى على المرض اسم الإنفلونزا الإسبانية، وذلك أساسًا لأن الوباء تلقى اهتمامًا صحافيًا أكبر بعد انتقاله من فرنسا إلى إسبانيا في نوفمبر 1918. لم تشارك إسبانيا في الحرب ولم تفرض رقابةً في وقت الحرب.

## معدل الوفيات

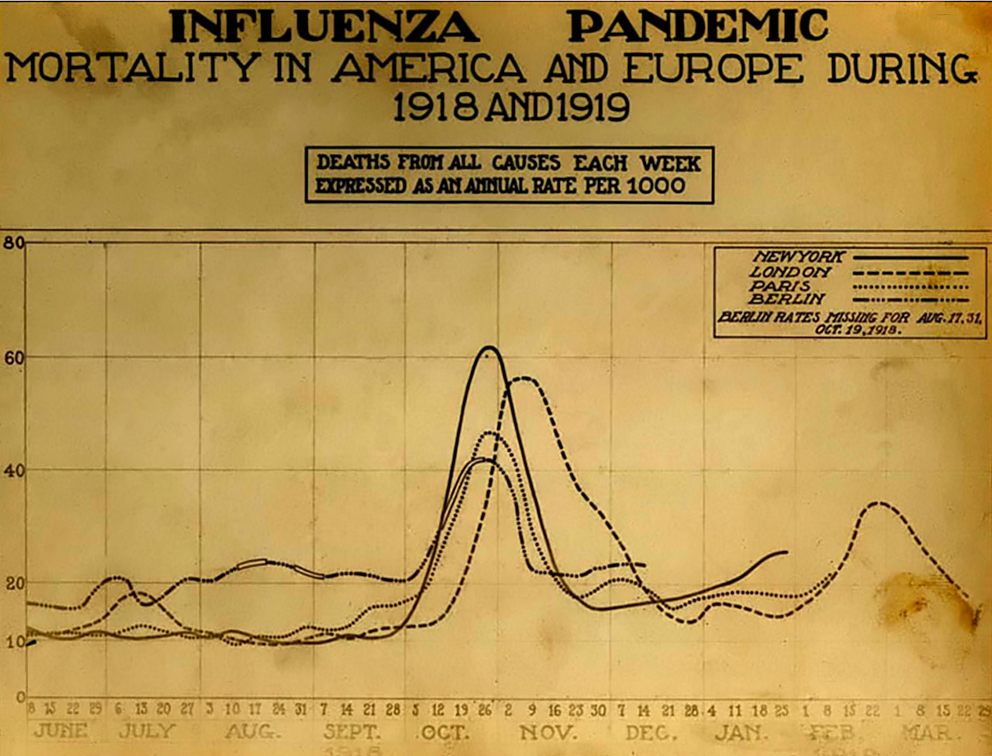
رسم بياني يبين معدل الوفيات في المدن الكبرى

معدل الوفيات العالمي في عامين 1918 و1919 غير معروف ولكن التقديرات تشير إلى أن ما بين 2.5 إلى 5 بالمئة من المصابين بالمرض تعرضوا للوفاة. كما اختلفت تقدير أعداد الوفيات. فالتقديرات الأولية كانت تشير إلى أن 40-50 مليون شخص توفوا نتيجة الإنفلونزا، بينما التقديرات الحالية ترفع هذا العدد إلى 50-100 مليون.، تم وصف هذا الوباء بأنه «أعظم هولوكوست طبي في التاريخ» وقد أدى لعدد وفيات فاق ما حصده الطاعون الأسود في القرن الرابع عشر الميلادي.
حصد الوباء حوالي 5% من مجموع سكان الهند آنذاك وقد قدر الرقم بنحو 17 مليون شخص ، وفي اليابان أحصيت أكثر من 23 مليون حالة إصابة نتج عنها حوالي 390 ألف حالة وفاة ، أصيب حوالي 28% من السكان في الولايات المتحدة بالمرض وحصد أرواح ما بين 500 و 675 ألف شخص ، وفي بريطانيا رصدت أكثر من 250 ألف ضحية وفي فرنسا بلغ العدد 400 ألف  وسقط في كندا حوالي 50 ألف مريض.
تميزت الإنفلونزا الأسبانية -على عكس أنواع الإنفلونزا الأخرى- بقدرتها على إحداث مضاعفات مميتة في من أعمارهم أقل من 45 سنة. فالإحصائيات تشير إلى أن 99٪ من الوفيات كانت في أشخاص أعمارهم أقل من 65 سنة، وأكثر من نصف الوفيات كانت في المجموعة العمرية ما بين 20-40 سنة. وكان السبب الرئيسي للوفاة هو الاختناق نتيجة نزيف رئوي أو التهاب رئوي ثانوي. ويرى البعض أن سبب مناعه كبار السن النسبة ضد الإنفلونزا الأسبانية يعود لتعرضهم للإنفلونزا الروسية عام 1889 مما أكسبهم مناعة جزئية ضد الفيروس.
كانت الأعداد الهائلة للوفيات نتيجة لنسب العدوى العالي التي بلغت 50% من السكان كما ساهمت حدة أعراض المرض في ارتفاع الرقم نتيجة لما سببه المرض من ارتفاع هائل للسيتوكين داخل الجسم وبالتالي حدوث أعراض أكثر شدة وأعظم فتكاً 

## تاريخ الوباء

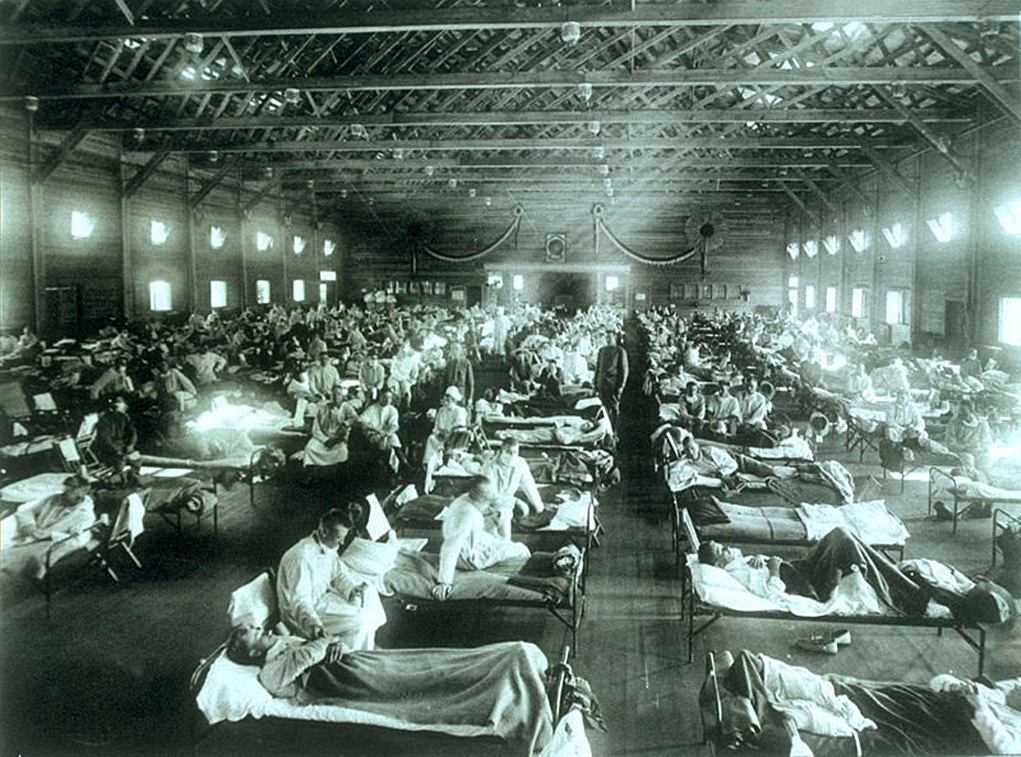
صورة لمستشفى طوارئ عسكري في كنساس في الولايات المتحدة أثناء انتشار الوباء

بالرغم أن الحرب العالمية الأولى لم تساهم بشكل مباشر في حدوث المرض؛ إلا أن ثكنات الجنود المكتظة وتحركات المشاة الهائلة سارعت من وتيرة انتشار الوباء، تكهن بعض العلماء أنه نتيجة لسوء التغذية لدى الجنود وتعرضهم للمواد الكيميائية في الحرب فإن نظامهم المناعي الضعيف حولهم إلى حاضنات نقلت المرض عبر مختلف الدول ، وتذكر بعض المراجع ان الوباء كان سبباً في ترجيح كفة قوات الحلفاء وعاملاً في نجاح حملاتهم في المناطق الوسطى وفوزهم في الحرب.

### المصدر الجغرافي للوباء
كانت تكهنات العلماء الأولى أن المرض نشأ في الشرق الأقصى ، إلا أن المؤلف ألفرد كوزبي أرخ بأن أولى الحالات ظهرت في ولاية كنساس في الولايات المتحدة وأكد الكاتب جون باري كلام كوزبي حول كون كنساس منشأ المرض وان أولى الحالات ظهرت في مارس من عام 1918،
إلا أن الكاتب السياسي أندرو برايس سميث نشر وثائق من الأرشيف الحكومي النمساوي تشير إلى أن أوائل حالات الوباء ظهرت في النمسا في ربيع عام 1917 

## سبب تسمية الوباء بالإنفلونزا الأسبانية
على الرغم من تسمية الوباء بالإنفلونزا الأسبانية إلا أنه لم يصدر من أسبانيا، ويرجع سبب التسمية إلى انشغال وسائل الإعلام الأسبانية بموضوع الوباء نتيجة لتحررها النسبي مقارنة بالدول المشاركة في الحرب العالمية الأولى. فأسبانيا لم تكن جزءً من الحرب ولم يتم تطبيق المراقبة على الإعلام الإسباني، ومن المفارقات أن الأسبان أطلقوا على العدوى اسم الإنفلونزا الفرنسية.